# Régions d'Australie-Occidentale

Carte des neuf régions d'Australie-Occidentale et de la région métropolitaine de Perth.

L'État australien d'Australie-Occidentale est divisé en neuf régions, qui sont :
- Gascoyne
- Goldfields-Esperance
- Great Southern
- Kimberley
- Mid West
- Peel
- Pilbara
- South West
- Wheatbelt

La région métropolitaine de Perth, capitale de l'État, ne constitue pas une région ainsi définie par le Regional Development Commissions Act 1993 tel qu'adopté par le Parlement d'Australie-Occidentale.